# 维耶尔萨
维耶尔萨（法語：Viersat，法語發音：[vjɛʁsa]）是法国克勒兹省的一个市镇，位于该省东北部，和阿列省接壤，属于欧比松区。

## 地理
维耶尔萨（46°16'14"N, 2°25'52"E）面积29.09 平方千米，位于法国新阿基坦大区克勒兹省，该省份为法国中部省份，位于法國中央高原西北部，北起安德尔省和谢尔省，西接维埃纳省，南至科雷兹省，东临多姆山省，东北与阿列省接壤。
与维耶尔萨接壤的市镇（或旧市镇、城区）包括：拉迈、坎赛讷、泰耶-阿尔让蒂、比德利耶尔、武埃兹河畔尚邦、莱波、努昂。

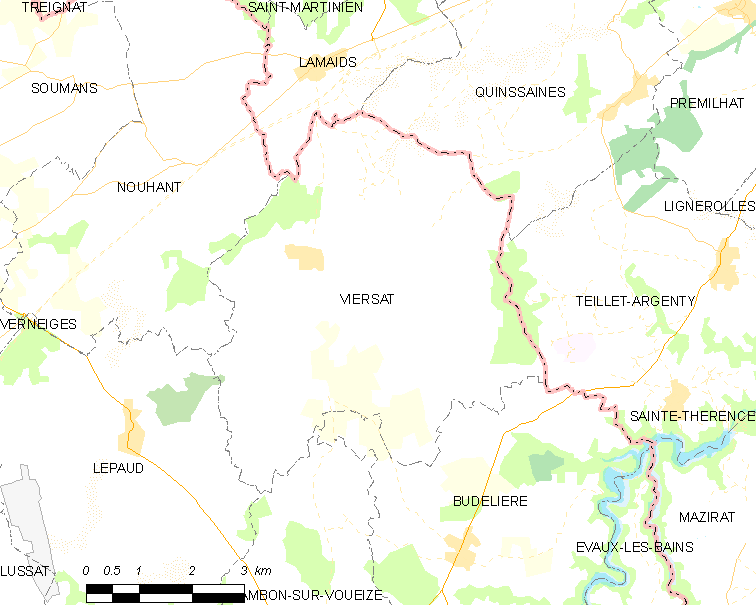
维耶尔萨的OSM定位图

维耶尔萨的时区为UTC+01:00、UTC+02:00（夏令时）。

## 行政
维耶尔萨的邮政编码为23170，INSEE市镇编码为23261。

## 政治
维耶尔萨所属的省级选区为埃沃莱班县。

## 人口

1962-2008年间维耶尔萨人口变化图示

维耶尔萨于2022年1月1日时的人口数量为281人。